# ساب ۹۰۰

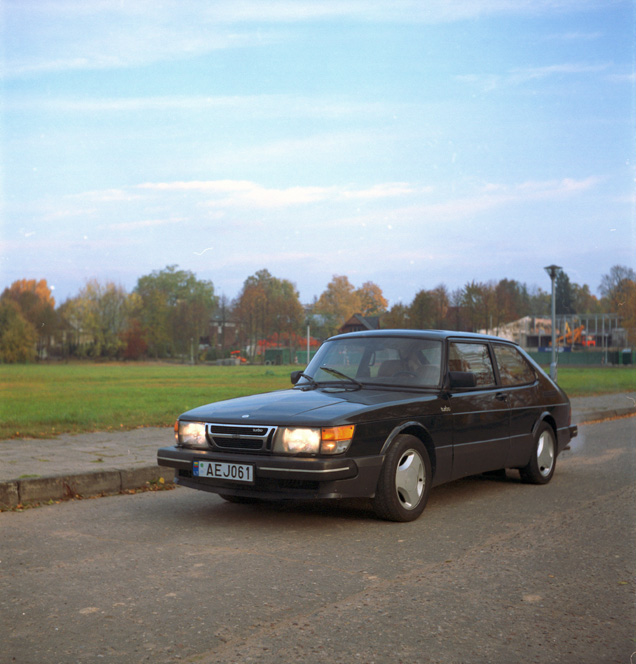

ساب ۹۰۰ (Saab ۹۰۰) خودرویی است که در سال‌های ۱۹۷۸ تا ۱۹۹۸ تولید شده‌است.